# K-League de 2007
A K-League de 2007 foi a 25º edição da principal divisão de futebol na Coreia do Sul, a K-League. A liga começou em março e terminou em novembro de 2007. 
Catorze times participaram da liga. O Pohang Steelers foi o campeão pela quarta vez.